# Иланг-иланг
Иланг-иланг или Кананга душистая (лат. Cananga odorata) — вид растений двудольных цветковых растений рода Cananga, входящий в семейство Анноновые (Annonaceae).

## Название
Иланг-иланг в переводе с филиппинского — «порхание»:138. Считается, что название происходит из тагальского языка.

## Распространение
Естественный ареал — Бирма, Филиппины, Индонезия (Калимантан, Ява). Культивируется по всей территории азиатских тропиков:138.
Растение присутствует на национальном флаге Северных Марианских островов, а также гербе Майотты.

## Ботаническое описание
Вечнозелёное дерево высотой 10—40 м, в культуре после обрезки со снижением высоты — до 3 м. Ствол — до 75 см в диаметре, без досковидных корней, встречающихся у некоторых других анноновых:134. Кора светло-серая или серебристая, гладкая.
Листья очередные, двурядные, простые, овально-продолговатые, без прилистников, размером 13—49 на 4—10 см. Черешки короткие, до 2 см длиной. Жилкование перистое, лист имеет 8—9 пар вторичных жилок, отчетливо видных на обеих его сторонах.
Соцветие — кисть, цветки длиной от 5 до 7,5 см, обоеполые, зелёно-жёлтые, на цветоножке длиной 2—5 см, с 3 чашелистиками и 6 лепестками, имеющими на внутренней стороне у основания пурпурно-коричневое пятно.
Тычинки многочисленные, тесно скученные, длиной 2—3 мм, с широким конусовидным надсвязником. Плодолистики также многочисленные. Плод — сочная многолистовка, состоит из 7—16 плодиков длиной около 3 см на ножках длиной до 2 см. Плодики тёмно-зелёные, зрелые — черноватые, с 2—12 светло-коричневыми семенами длиной 0,9 см в жёлтой мякоти, которые имеют рудиментарный ариллус:138.
|                                                                      |  |  |  |
| Слева направо: Общий вид растения, листья, цветок, плод с плодиками. |  |  |  |

## Применение
Глубокий и богатый запах цветков иланг-иланга напоминает жасмин и нероли. Эфирное (иланг-иланговое) масло из цветков получают методом паровой дистилляции. Иланг-иланг используют в парфюмерии («восточные» и «цветочные» композиции), в ароматерапии, а также в косметике, иногда он используется в ароматизаторах пищевых продуктов, сладких кремов. Считается, что аромат иланг-иланга оказывает успокаивающее действие, нормализует высокое кровяное давление, помогает при кожных проблемах, а также считается афродизиаком. В Индонезии без цветов иланг-иланга не обходится ни одна свадебная церемония, религиозные обряды.
Эфирное масло иланг-иланг (Ylang-ylang essential oil) составляет до 29 % объёма экспорта Коморских Островов (1998) в стоимостном выражении.